# Дисилицид марганца
Дисилицид марганца — неорганическое соединение металла марганца и кремния с формулой MnSi2,
серые кристаллы,
не растворимые в воде.

## Физические свойства
Дисилицид марганца образует серые кристаллы
тетрагональной сингонии,
параметры ячейки a = 0,5513 нм, c = 1,7422 нм, Z = 16.
Не растворяется в воде.